# Lethrus banghaasi
Lethrus banghaasi är en skalbaggsart som beskrevs av Edmund Reitter 1893. Lethrus banghaasi ingår i släktet Lethrus och familjen tordyvlar. Inga underarter finns listade i Catalogue of Life.